# Сивинь
Сиви́нь (мокш. Севонь) — река в Республике Мордовия России, правый приток Мокши (бассейн Волги). Устье находится в 338 км по правому берегу.
Длина реки — 124 км, площадь бассейна — 1830 км², причём Сивинь — единственная из крупных и средних рек Мордовии, бассейн которой полностью находится на территории республики. Ширина русла в нижнем течении достигает 30 метров, глубина — 3 метров. Дно реки в основном песчаное, возле села Сивинь — каменистое. Скорость течения 0,02 — 0,4 м/с.
Питание реки смешанное, как снеговое, так и за счет дождей и подземных источников.
Исток реки находится в небольших болотах у села Пушкино Кадошкинского района. Левый берег Сивини пологий, в верховьях изрезан неглубокими и широкими оврагами. Правый берег значительно круче левого. Сивинь имеет 3 малых притока (справа — река Кивчей, слева — Ожга и Авгура) и 25 очень малых притоков. Общая длина речной сети Сивини со всеми постоянными притоками составляет 480 км.
Крупнейший населённый пункт на реке — райцентр, село Старое Шайгово. В пойме реки Сивинь, в сосновом бору Краснослободского района расположен санаторно-оздоровительный комплекс «Сивинь».

## Притоки (км от устья)
- 10 км: река Кивчей

Бассейн Мокши

- 22 км: река без названия, у с. Песочной Лосевки
- 34 км: река без названия, у с. Старое Синдрово
- 35 км: река Модаевка
- 44 км: ручей Ветенбуй
- 48 км: река Авгура
- 57 км: река Ожга
- 70 км: река Модьев
- 86 км: река Шалма
- 88 км: река Шишкеевка
- 92 км: река Инница
- 109 км: река Суток